# Minasandra, Malur
Minasandra là một làng thuộc tehsil Malur, huyện Kolar, bang Karnataka, Ấn Độ.